# Val di Lentro
La val di Lentro è una piccola valle della parte nord-orientale del Genovesato.
Contigua alla maggiore val Fontanabuona, è una valle minore che interseca a nord la val Bisagno che attraversa in senso longitudinale la città di Genova. Prende il nome dal torrente Lentro (o Viganego), affluente di sinistra del Bisagno e si sviluppa prevalentemente nel territorio del comune di Bargagli, con porzioni più ridotte incluse nei comuni di Sori, Bogliasco e Genova. Dopo un percorso di circa sette chilometri il Lentro confluisce nel Bisagno in località La Presa, a breve distanza dal Passo della Scoffera. Oltre a La Presa, nella valle si trovano, risalendo il corso del Lentro, le località di Viganego, Terrusso e Cisiano, tutte frazioni del comune di Bargagli.
La zona era frequentata durante la seconda guerra mondiale da numerose formazioni partigiane della Resistenza collegate a quelle della vicina val Fontanabuona.

## Orografia
Orograficamente delimitata dai monti Becco (894 m s.l.m., da cui nasce il torrente Lentro), Costa di Lione, Bastia, Suia, Rocca, Resun e Riega, la valle è piuttosto angusta e ricca di boschi ed è conosciuta per i molti sentieri per escursioni (vi ha sede un rifugio di scout ed è frequentata nella stagione estiva da cercatori di funghi) e per la presenza di grotte (in particolare la cosiddetta Tana da Scaggia meta di speleologi) e di fonti sorgive (nella zona di Viganego, a 467 m s.l.m.., era attiva la produzione di acqua minerale) che rifornivano un tempo l'antico acquedotto storico di Genova.

## Clima
STAZIONE ARPAL VIGANEGOR (m.430slm) dal 2008 al 2019
| Mese                | Mesi | Mesi | Mesi | Mesi | Mesi | Mesi | Mesi | Mesi | Mesi | Mesi | Mesi | Mesi | Stagioni | Stagioni | Stagioni | Stagioni | Anno  |
| Mese                | Gen  | Feb  | Mar  | Apr  | Mag  | Giu  | Lug  | Ago  | Set  | Ott  | Nov  | Dic  | Inv      | Pri      | Est      | Aut      | Anno  |
| ------------------- | ---- | ---- | ---- | ---- | ---- | ---- | ---- | ---- | ---- | ---- | ---- | ---- | -------- | -------- | -------- | -------- | ----- |
| T. max. media (°C)  | 10,3 | 10,6 | 14,3 | 18,2 | 21,5 | 26,0 | 28,7 | 29,2 | 25,0 | 19,9 | 14,7 | 11,7 | 10,9     | 18,0     | 28,0     | 19,9     | 19,2  |
| T. media (°C)       | 6,8  | 7,1  | 10,3 | 13,7 | 16,7 | 21,0 | 23,5 | 23,9 | 20,1 | 15,8 | 11,3 | 8,3  | 7,4      | 13,6     | 22,8     | 15,7     | 14,9  |
| T. min. media (°C)  | 3,4  | 3,5  | 6,3  | 9,2  | 11,9 | 16,0 | 18,4 | 18,5 | 15,3 | 11,6 | 7,9  | 4,9  | 3,9      | 9,1      | 17,6     | 11,6     | 10,6  |
| Precipitazioni (mm) | 201  | 193  | 167  | 139  | 102  | 91   | 36   | 59   | 120  | 239  | 287  | 192  | 586      | 408      | 186      | 646      | 1 826 |